# 方传书
方传书，安徽桐城人，清朝政治人物。
方传书曾于1862年接替贾益谦任松江府知府一职，1863年由钱德承接任。